# Krążowniki pancerne typu Gloire
Krążowniki pancerne typu Gloire – seria pięciu krążowników pancernych zbudowanych dla francuskiej Marine nationale, ulepszony typ Gueydon.

## Lista okrętów
- „Gloire”
- „Marseillaise”
- „Sully”
- „Condé”
- „Amiral Aube”